# Histoire de la géopolitique du pétrole
L'histoire de la géopolitique du pétrole désigne l'évolution des confrontations géopolitiques et géostratégiques ayant pour objet le pétrole. Il s'agit ainsi de l'évolution historique de la géopolitique du pétrole.

## 1870-1900: la deuxième révolution industrielle au début du siècle

### Contexte géopolitique
À la fin du XIXe siècle, seuls quelques pays peuvent encore prétendre au rang de grandes puissances : l'Empire britannique règne sur les mers en jouant le Grand Jeu avec la Russie, la France est toujours une grande puissance militaire et coloniale, l'Allemagne est sur une formidable pente économique ascendante, et tous lorgnent sur l'Empire ottoman, surnommé « l'homme malade de l'Europe », qui contrôle l'accès à plusieurs zones stratégiques en mer Méditerranée. Les États-Unis ne sont encore qu'un lointain intervenant, le Japon vient à peine de s'ouvrir au monde tandis que la Chine connaît une de ses pires périodes de désunion.

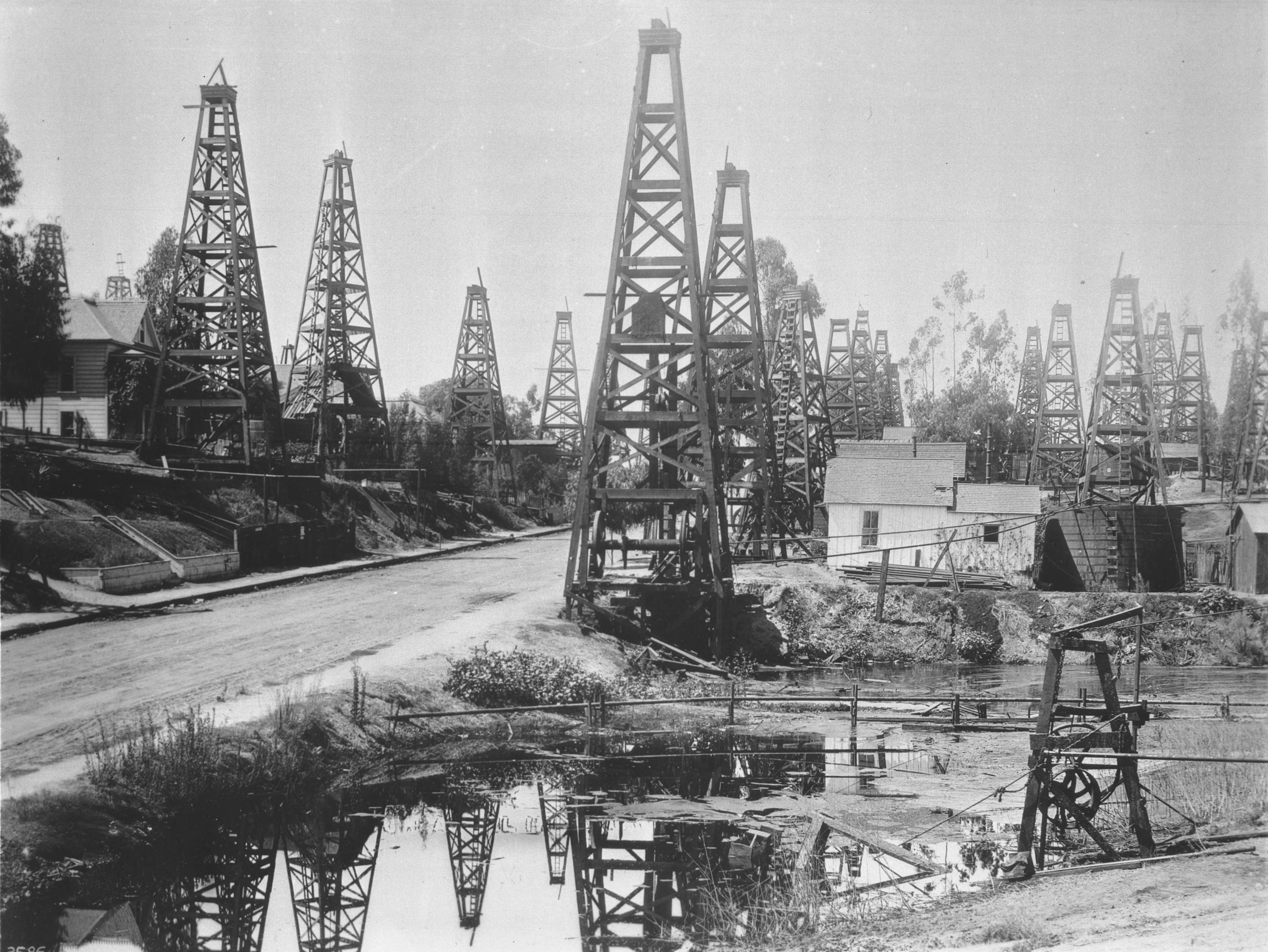
Puits de pétrole à Los Angeles en 1896.

L'avènement de l'industrialisation et de nouvelles technologies donne à ces puissances de nouvelles armes et de nouveaux appétits qui, autorisés par des idéologies, autoriseront à ce siècle tous les excès.

### Premières explorations et premiers empires pétroliers
Le pétrole, sous sa forme affleurante (bitume ou naphte), est employé depuis des millénaires. Toutefois, c'est au milieu du XIXe siècle que sa distillation est perfectionnée pour produire du kérosène. Ce produit du pétrole devient rapidement nécessaire pour éclairer les villes (Bucarest, 1857) ; le fioul remplace avantageusement le charbon comme source d'énergie, et particulièrement pour la propulsion navale. Au tournant du siècle, les grandes puissances doivent se procurer du pétrole à la fois pour la vie courante et pour leur armée.
Ces pays se mettent alors à en chercher activement. On trouve du bitume affleurant dans des villes telles que Bakou, et les premiers grands forages ont lieu. Des sociétés aux noms historiques se créent à toute vitesse : Standard Oil (1863), Royal Dutch (1890), Branobel (1876), BNITO (1886), Burmah Oil (1886), etc. Le gaz naturel est un épiphénomène du pétrole : longtemps considéré comme une nuisance, il fut fréquemment mis à la torche jusque dans les années 1970. À partir de cette date, il commence à s'inclure dans la géopolitique du pétrole.
Le trajet du premier navire pétrolier (le Murex, affrété par Shell) en 1892 met en lumière les points stratégiques de la route du pétrole : il part de Batoumi en Géorgie après avoir récupéré du kérosène de Bakou, et franchit le détroit des Dardanelles, puis le canal de Suez, le détroit de Bab-el-Mandeb, et le détroit de Malacca.

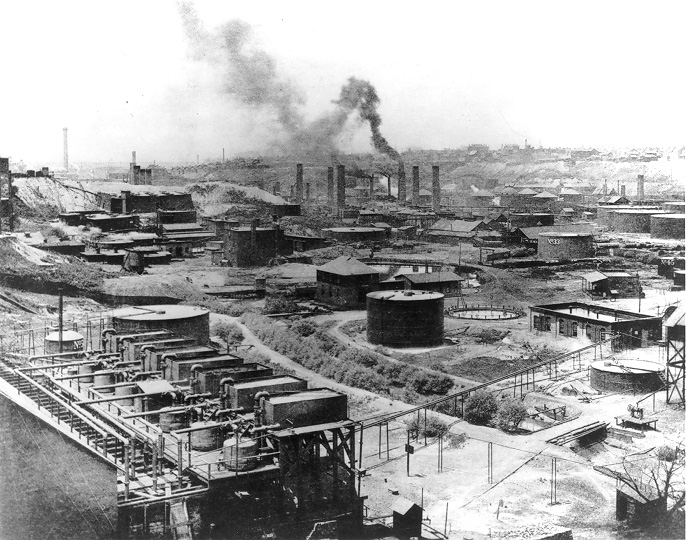
La première raffinerie de Standard Oil à Cleveland, dans l'Ohio, en 1899.

## 1901-1928: excès et excédents, de l'Europe à l'Amérique

### Quête pétrolière anglaise et américaine
Le pétrole est déjà bien identifié, en 1901, comme une ressource stratégique. Sa qualité de ressource d'importance majeure est consacrée par la décision de l'amirauté britannique, la Royal Navy, de construire à partir de 1910 des navires qui consommeraient du fioul et non plus du charbon. L'Angleterre, qui a la première flotte du monde, se retrouve alors handicapée car elle dispose de charbon, mais pas de pétrole.
Les premiers grands entrepreneurs du pétrole sont par conséquent britanniques. William Knox D'Arcy mène au tournant du siècle des recherches en Perse (Iran actuelle), et obtient une concession pétrolière de 60 ans au profit de la Grande-Bretagne. Il fonde ainsi la Anglo-Persian Oil Company, la future British Petroleum, qui assure aux Britanniques un flux permanent de l'or noir.
Les États-Unis, qui sont devenus la première puissance industrielle du monde, ont également besoin de pétrole. En 1904, la Standard Oil, fondée par John D. Rockefeller, contrôle 91 % de la production pétrolière américaine, dont elle exporte la moitié sous forme de kérosène. L'entreprise est certes sanctionnée par l'Etat fédéral par le biais du Sherman Antitrust Act (1890), et elle est condamnée en 1911 à être divisée en 34 sociétés séparées. Ces entreprises reformeront un oligopole sur le marché américain, et constitueront à l'avenir, avec Shell et BP, un cartel au succès économique spectaculaire : les Sept Sœurs.
Le tableau ci-contre montre les sociétés américaines en bleu, les britanniques en rose (Shell étant anglo-hollandaise) et les sociétés absorbées en gris. Derrière ces sept sociétés, on trouve une multitude de sociétés « indépendantes », qui ont éventuellement participé à certains accords tels que l'accord d'Achnacarry. Nombre d'entre elles ont été absorbées par d'autres au cours du XXe siècle ; aucune société extérieure au pétrole n'a réussi à se glisser parmi celles-ci.

### Les Européens et le Grand jeu avant-guerre
Le pétrole est l'une des pommes de discorde du Grand jeu joué par les Européens en Asie centrale et au Moyen Orient. Le 31 août 1907, l'entente anglo-russe pose un jalon dans le Grand Jeu, en définissant les sphères d'influence respectives. La Perse est partagée entre la sphère britannique, et celle de la Russie.
Toutefois, le Royaume-Uni se rend rapidement compte que les zones pétrolifères sont hors de la sienne. Le 11 juillet 1913, le Royaume-Uni, sur recommandation de Winston Churchill, acquiert 51 % de l'Anglo Persian Oil Company, nationalisant une entreprise privée pour la soumettre à des objectifs politiques. En 1915, Londres fait donc une proposition aux Russes, aux termes de laquelle elle prend le contrôle de la zone neutre, en échange de quoi les Russes pourront conserver Constantinople quand le démembrement de l'Empire ottoman aurait lieu.

### Le pétrole pendant la Première guerre mondiale
Pendant la Première Guerre mondiale, plusieurs stratégies sont mises en place par la France et le Royaume-Uni pour redessiner la carte du Moyen Orient à partir des vestiges de l'Empire ottoman. Les agents britanniques Thomas Lawrence et St. John Philby font des promesses aux dirigeants des territoires locaux pour les pousser à s'opposer aux Ottomans. Lawrence d'Arabie intervient en manipulant le nationalisme arabe afin de déstabiliser la tutelle ottomane au profit de l'Empire britannique.
Pendant ce temps, la France et le Royaume-Uni se partagent la dépouille de l'Empire ottoman par le biais des accords Sykes-Picot. Toutefois, l'un des diplomates en charge de l'accord, Mark Sykes, est mieux au fait des données pétrolières locales ; il taille pour son pays la part du lion en se réservant le sud de l'Irak, laissant à la France la Syrie bien moins prometteuse. Le Royaume-Uni s'empresse ensuite d'écorner l'accord en installant des troupes à Mossoul en octobre 1918, s'emparant ainsi du reste des zones pétrolifères du futur Irak. En 1919, Londres parvient à faire voter une sorte de protectorat par la chambre iranienne ; l'accord est léonin et ne tient pas. Mais en 1925, le jeune Reza Pahlavi qui monte sur le trône du Paon est favorable aux intérêts britanniques.
En 1914, les États-Unis occupent Veracruz, grand port et région pétrolifère mexicaine. En 1917, la France se retrouve dans une situation énergétique difficile. Georges Clemenceau, à court de carburant, en réclame à Woodrow Wilson de façon pressante. Il lui écrit qu'« il faut que la France combattante, à l’heure du suprême choc germanique, possède l’essence aussi nécessaire que le sang dans les batailles de demain ».
L'Allemagne, au bord de la défaite, est alertée de l'accord Sykes-Picot par les Izvestia en novembre 1917. En juin 1918, elle dépêche une expédition à Bakou, sans succès. Afin de sécuriser la zone, les Britanniques envoient Lionel Dunsterville occuper Bakou, mais il ne peut s'y maintenir. Bakou, bien identifiée comme gisement pétrolier de classe mondiale, changera de mains quatre fois en quatre ans.

### Le pétrole durant l'entre-deux-guerres

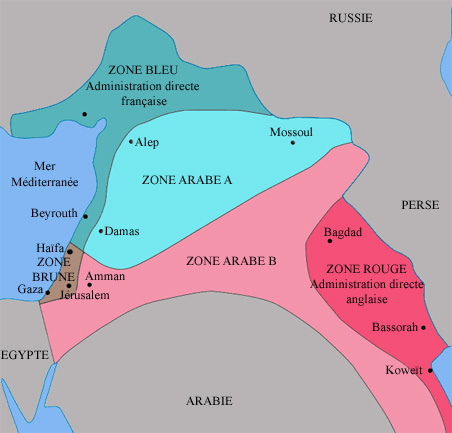
Découpage du Moyen-Orient selon les accords Sykes-Picot en 1916.

En 1920, les accords de San Remo confirment la révocation de Sykes-Picot. En échange, sur l'insistance de Clemenceau, les textes accordent à la France la propriété des 25 % de la Turkish Petroleum que la Deutsche Bank détenait jadis et que le Royaume-Uni avait saisis au premier jour de la guerre. La France crée en hâte la Française des pétroles (Total) pour gérer ces parts. L'Italie crée l'Agip en 1926.
En mai 1927, la Couronne britannique signe le traité de Djeddah avec le jeune et victorieux Ibn Seoud d'Arabie saoudite. Ce pacte de non-agression a pour condition que Seoud « s'engage à maintenir des rapports amicaux et pacifiques avec les territoires de Koveit et de Bahrein, ainsi qu'avec les cheiks de El-Kattar et de la côte d'Oman, avec lesquels le Gouvernement de Sa Majesté britannique entretient des relations spécialement déterminées par traité ». Considérant l'Arabie saoudite comme un offreur stratégique, dès 1933, ce sont les États-Unis qui obtiennent une concession au profit de la Standard Oil of California (SoCal), avec l'aide de St. John Philby.
En 1927, le pétrole coule enfin à Baba Gurgur (« le père des flammes » en Kurde), à côté de Kirkouk. Les États-Unis protestent devant le monopole européen, en montrant l'exemple avec la doctrine de la porte ouverte vis-à-vis de la Chine. L'accord de la ligne rouge, signé en 1928, fige les relations territoriales et commerciales entre les partenaires présents dans la Turkish Petroleum, en y faisant une place aux compagnies américaines, aux dépens de l'État irakien. À ce titre, les partenaires présents s'interdisaient toute initiative personnelle sur l'ensemble du territoire concerné. Constitué de l'ex-Empire ottoman, il incluait l'Arabie saoudite, et excluait le Koweït. Chaque partenaire reçut 23,75 % des parts : Anglo-Persian Oil Company, qui devient plus tard BP, Royal Dutch/Shell, la CFP, et la Near East Development Corporation, consortium de cinq compagnies américaines. Le reste des parts fut conservé par Calouste Gulbenkian, « Monsieur 5 % ». La France devient productrice de pétrole.
La carte ci-dessous présente les principaux champs du Moyen-Orient ; en 1928, l'essentiel de ces champs est encore inconnu.

### Le Cartel des Sept Sœurs
Réunis, à partir du 28 août 1928, dans le château d'Achnacarry en Écosse, les dirigeants des trois principales compagnies pétrolières du monde, Henri Deterding (le « Napoléon du pétrole ») pour la Shell, Walter Teagle, pour la Standard Oil et Sir John Cadman, pour l’Anglo-Persian (futur BP) signent, le 17 septembre 1928, un accord constituant un cartel des producteurs. Le but est de se partager les zones d’exploitation, le transport et la distribution du pétrole, de prévoir la répartition des bénéfices des compagnies concernées, ainsi que de fixer la calcul du prix du pétrole (Gulf Plus) en tout point du globe. Peu de temps après, Gulf, Socony, Texaco et Atlantic rejoignent ce cartel, connu sous le nom de Cartel des sept sœurs. La CFP (future Total) se place difficilement à côté.
| 1 Standard Oil (Jersey Standard) futur Exxon                                     |
| 2 Anglo-Persian Oil Company ⇒ devenue BP (British Petroleum). Royaume-Uni        |
| 3 Royal Dutch Shell. Royaume-Uni / Pays-Bas                                      |
| 4 Standard Oil of California (Socal) ⇒ devenue Chevron. États-Unis               |
| 5 Texaco ⇒ fusionnée avec Chevron. États-Unis                                    |
| 6 Standard Oil of New York (Socony) ⇒ devenue Mobil, puis ExxonMobil. États-Unis |
| 7 Gulf Oil ⇒ absorbée par Chevron. États-Unis                                    |

Il marque la survenance d'un nouveau type d'acteurs dans la scène politique internationale : les compagnies internationales (IOC), qui présentent le double intérêt de financer leur propre développement, sans apport des États, et de pouvoir être accusées de tous les maux dès que la morale est en jeu. Ainsi, quand le processus de décolonisation est lancé après la Seconde Guerre mondiale, les États disposent d'un relais presque aussi puissant qu'eux-mêmes.

## 1928-1939: de la tutelle européenne à la tutelle américaine

### De l'entre-deux-guerres à la Seconde guerre mondiale

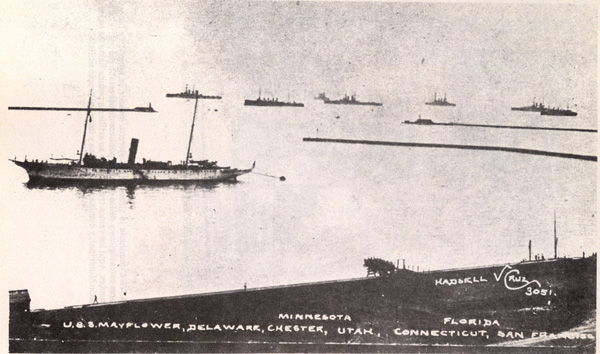
Flotte américaine à Veracruz.

Entre les deux guerres, les chimistes allemands Fischer et Tropsch mettent au point le procédé permettant de produire de l'essence synthétique à partir du charbon, abondant en Allemagne. Au début des années 1930, Henri Deterding (Shell), rêvant de Bakou, rencontre Adolf Hitler, avec lequel il étudie un plan d'approvisionnement de l'Allemagne en pétrole ; mais en 1936, il est contraint à la démission. Torkild Rieber (Texaco) prend immédiatement le relais. L'Allemagne n'a pas d'argent ; qu'importe, il se fera payer en pétroliers, et alimentera l'Allemagne jusqu'en 1940. Lui aussi sera écarté par son conseil d'administration en août 1940.
En 1940, la France capitule ; le Royaume-Uni coule la flotte française à Mers el-Kébir et saisit les parts de CFP dans l'Iraq Petroleum Company (IPC, ex Turkish Petroleum Company). La France se trouve ipso facto éjectée de l'accord de la ligne Rouge, et donc du Moyen-Orient, laissant le terrain libre aux compagnies américaines. En 1944, le partage est confirmé par les termes de l'Anglo-American Petroleum Agreement,. Mais en 1945 la France intente un procès, et finit par obtenir gain de cause : elle est réintégrée dans IPC, avec une part de 6 %.

## 1939-1945: le pétrole au cœur de la Seconde Guerre mondiale

### Quête des gisements par l'Allemagne nazie et le Japon
Le procédé de Fischer et Tropsch donne un avantage comparatif à ce pays durant la Seconde Guerre mondiale. Cette guerre est en effet marquée par l'explosion de la consommation pétrolière. La stratégie hitlérienne du blitzkrieg est très exigeante en carburants, car elle s'appuie sur le transport rapide de troupes, et l'utilisation massive de chars et d'avions. Jusqu'à l'extrême fin du conflit, l'Allemagne cherchera de nouvelles sources d'hydrocarbures.

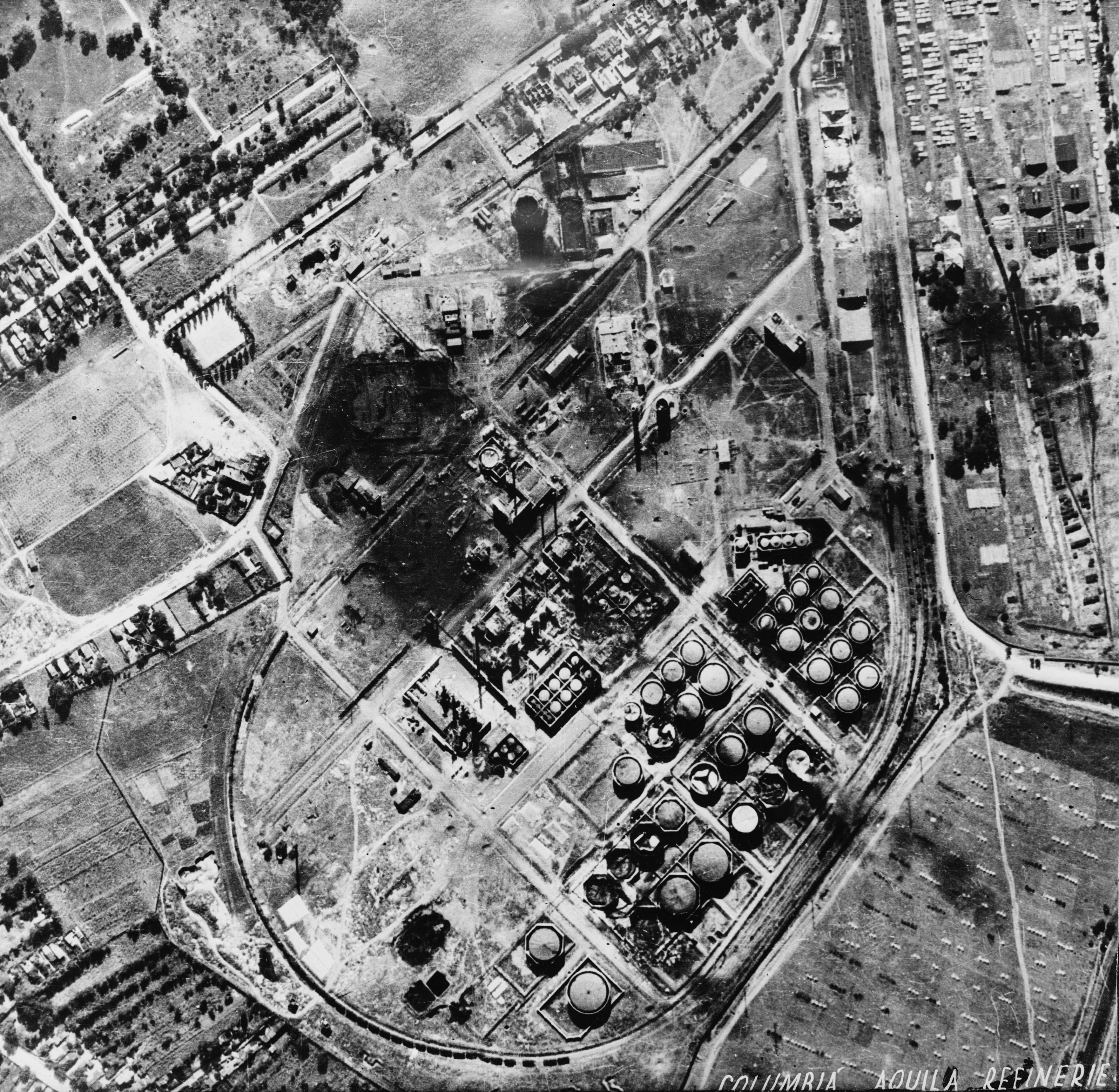
La raffinerie Columbia Aquila à Ploieşti après le bombardement.

En 1940, l'Allemagne, abandonnée par son dernier fournisseur américain, ne dispose plus que des champs de son nouvel allié roumain : les Alliés bombarderont les raffineries de Ploieşti de multiples fois à partir de 1943, mais aussi les sites d'essence synthétique. Dès février 1941, la Deutsches Afrikakorps de Erwin Rommel est constituée et expédiée en Afrique, elle a pour mission de suppléer l'effort italien en vue de prendre le contrôle du canal de Suez, et de s'emparer ainsi du pétrole britannique et de sa logistique. Cette tentative se traduira par un échec définitif en mai 1943.
Le pétrole devient l'affaire de tous les belligérants : le Royaume-Uni instaure le Petroleum Warfare Department pour gérer l'approvisionnement, alors que les sous-marins allemands ont coupé les îles britanniques de ses points de production coloniaux. Les alliés vont mettre en place des bombardements stratégiques contre les ressources pétrolières de l'Axe.
En 1941, Rachid Ali, favorable aux Allemands, tente de prendre le pouvoir en Irak, et coupe l'oléoduc d'Haïfa. Les Britanniques réagissent rapidement, prennent le contrôle de l'Irak, puis de la Syrie contre l'armée de Vichy. L'opération Countenance conjointe entre l'Armée rouge et l'armée britannique sécurise le corridor Perse pour le transport de matériel, mais également le pétrole iranien et la raffinerie d'Abadan. Cette opération est vécue comme une invasion, avec de nombreux morts côté iranien. En septembre 1941, Hitler est peu confiant dans l'accès au pétrole du Moyen-Orient, et se méfie d'un retournement de son allié (de fait) russe. Alors c'est l' Opération Barbarossa et la course vers le Caucase et les champs de Bakou. Les Allemands prendront la raffinerie de Maikop, mais Stalingrad est la clé de la Caspienne ; la Wehrmacht et l'Armée rouge y perdront près d'un million de soldats, et en dépit de ce film frappant où ses généraux offrent la Caspienne à Hitler en gâteau, celui-ci ne mettra jamais la main sur le pétrole de Bakou. Cet échec marquera le tournant de la guerre, et la pénurie de carburant contribuera à la défaite allemande.
En juillet 1940, les États-Unis, qui contrôlaient 80 % du pétrole consommé par le Japon, décrètent un embargo pétrolier partiel, puis total en juillet 1941 à l'encontre de l’empire du Japon ; celui-ci avait prévu cette éventualité en stockant l'équivalent de deux années de consommation. Le Japon attaquera à Pearl Harbor le 7 décembre suivant. Le 17, les forces japonaises occupent Miri, un champ pétrolifère dans le nord du Sarawak, et rapidement la totalité des sites pétroliers de Bornéo, avec le massacre de Tarakan le 11 janvier 1942. Un scénario similaire se reproduit en avril 1942 à la raffinerie de Yenangyaung, cette fois-ci les saboteurs s'échapperont.
Le développement industriel des États-Unis pour toutes les armes est gigantesque. Pendant la période de guerre, ils construisent 500 pétroliers T2, de tonnage inégalé par les autres nations. L'approvisionnement en carburant des divisions déployées pour la conquête de l'Europe après le Jour J fut assuré par l'opération PLUTO, consistant au déploiement de plusieurs pipelines transmanche.

## 1945-1970: domination américaine

### Prépondérance américaine après Yalta

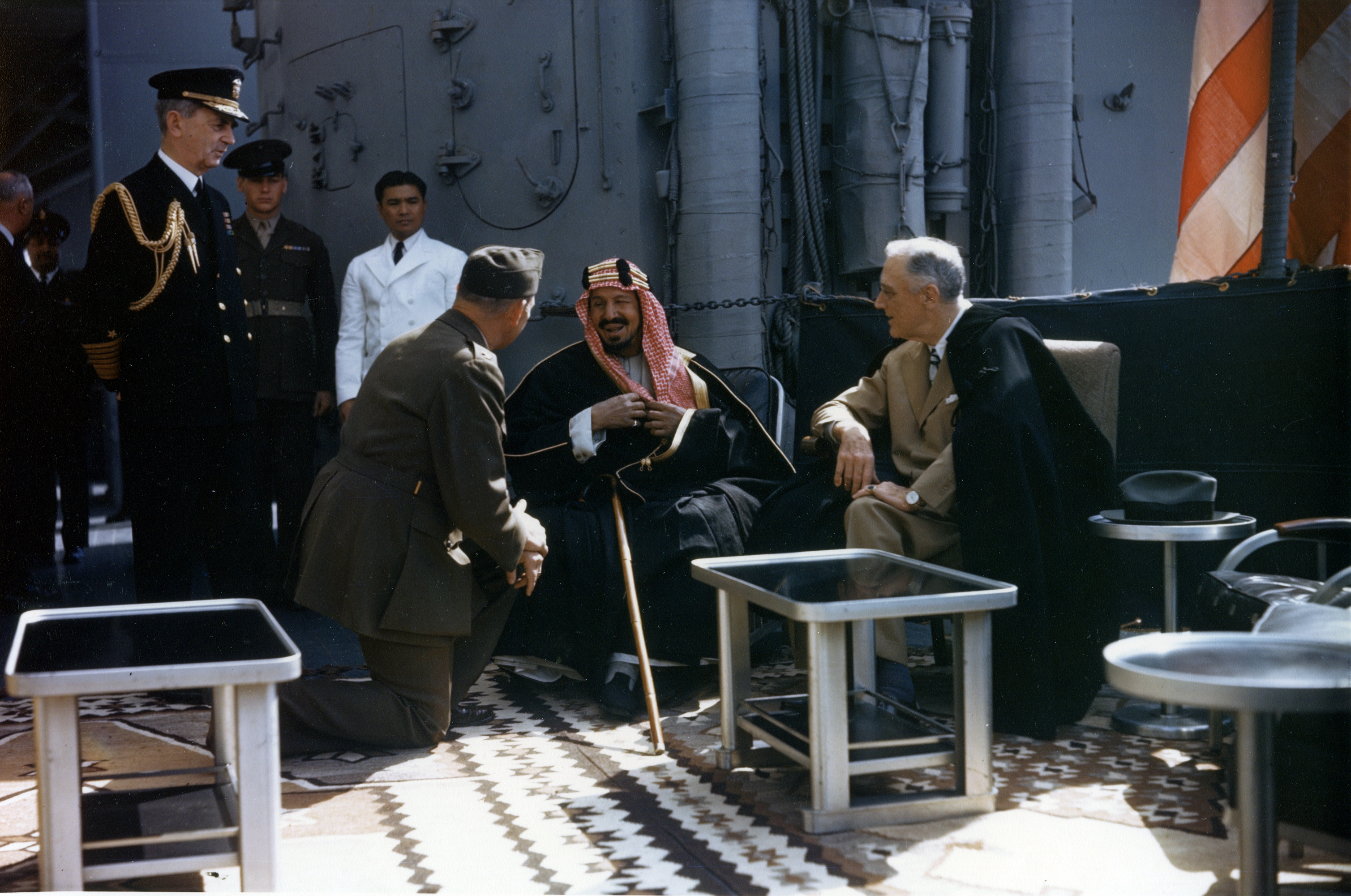
Roosevelt et Ibn Saoud, photo prise en Égypte en février 1945 à bord d'un bâtiment de l'US Navy.

L'après-guerre commence à Yalta, le 11 février 1945. Les États-Unis sortent leader du monde libre, et leur économie est alors la première du monde. Face à la faiblesse des Européens, Roosevelt occupe le terrain. À peine sorti de la conférence, Roosevelt rencontre Ibn Saoud sur le Quincy et lui offre une coopération permettant l'exploitation des champs pétrolifères par les « majors » américaines,. Cette coopération est assortie d'une protection militaire ; ce pacte dit « du Quincy » est ensuite renouvelé durant les décennies qui suivent, et devient le socle de la politique pétrolière américaine au Moyen-Orient. La société commune s'appellera dorénavant l'Arabian American Oil Company (Aramco, aujourd'hui Saudi Aramco).
Les plans Marshall évitent la terrible erreur de 1919 : les États-Unis avaient déjà à l'époque souligné que les conditions léonines imposées à l'Allemagne conduiraient à une nouvelle guerre. Mais deux choses resteront interdites aux perdants : une armée, et une compagnie pétrolière. 60 ans plus tard, le Japon et l'Allemagne, géants économiques, sont toujours des nains pétroliers. Les États-Unis inventent la théorie de l'endiguement, puis celle du rollback qui l'entraîneront dans la guerre du Viêt Nam.

### Pacte de Quincy et alliance pétrolière américano-saoudienne
Aramco paye, dès 1944, des redevances en or à l'État saoudien. Les différences de cours importantes de l'or entre Londres et Djeddah ont incité l'État saoudien à exiger des paiements en métal précieux. Ces paiements, de l'ordre de 35 dollars l'once, au fur et à mesure de l'augmentation de la production saoudienne, contribuent à vider les réserves américaines, et participent à la faiblesse du dollar. À partir de 1950, le gouvernement saoudien exige une amélioration des conditions commerciales ; les partenaires trouvent le moyen d'imposer Aramco en Arabie saoudite, et non plus aux États-Unis : entre 1950 et 1951, les paiements d'Aramco au gouvernement saoudien passent de 46 à 110 millions de dollars, tandis que les impôts payés aux États-Unis passent de 50 à 6 millions. Le pays le plus capitaliste du monde subventionne son industrie la plus riche.
En 1948, on découvre Ghawar — ou plutôt, on commence à le découvrir, il faudra attendre 1959 pour percevoir la véritable étendue de ce gisement. Long de 270 km, c'est une « mer » de pétrole, de très loin le plus grand gisement du monde, qui à cette date aurait suffi à fournir la moitié de la consommation de la planète. L'Arabie saoudite n'est plus un pays, c'est un trésor stratégique. À partir de 1949, la production intérieure des États-Unis ne suffit plus à sa consommation ; l'Arabie saoudite devient l'État le plus nécessaire à sa sécurité énergétique, et à sa richesse, en dehors de son territoire. La découverte de ce gisement géant, qui pendant plusieurs décennies fournira à lui seul de 5 à 10 % de la consommation mondiale (c'est toujours le cas en 2008), convaincra à nouveau les compagnies pétrolières que la surproduction est leur problème majeur, justifiant le cartel.

### Décolonisation et modification de la géopolitique du pétrole
La décolonisation est en route à marche forcée : pratiquement tout le continent africain retrouve sa liberté entre 1945 et 1980, dans des conditions paisibles ou sanglantes. À chaque fois, la puissance partante cherche à maintenir les relations commerciales comme aux accords d'Évian ; les régimes mis en place sont fréquemment favorables aux intérêts des Européens. Le Royaume-Uni avait inventé le Commonwealth en 1920, la France invente la Françafrique, plus critiquée.
Fréquemment, les frontières artificielles des pays telles que la ligne Durand, mises en place par des diplomates européens qui ignoraient ou écartaient les réalités locales, posent problème. Le Kurdistan, pays partagé entre trois puissances régionales, et très riche en pétrole, n'aura pas le droit d'exister. En Angola, le Cabinda riche en pétrole réclame son indépendance pendant des années, sans succès ; la guerre civile en Angola durera de 1975 à 1991. Au Nigeria, futur premier producteur africain de pétrole, la guerre du Biafra fait un million de morts ; les Français inventent les « French doctors », mais aussi le « droit d'ingérence ». Dans tous ces pays, l'exploitation du pétrole est parfois ralentie par les guerres, mais elle continue, essentiellement pour le compte de l'OCDE. On invente la « malédiction pétrolière » et la « maladie hollandaise ».

### Pétrole et politique étrangère américaine
En 1952, la Federal Trade Commission procède à une enquête complète sur les pratiques commerciales des compagnies pétrolières ; l'enquête révèle entre autres les multiples participations croisées entre les majors, qui font échec à la réglementation anti-trust. Un courrier de J. Edgar Hoover signale que l'exploitation de ce dossier serait favorable à la propagande soviétique ; le président Harry S. Truman demande alors l'interruption de l'enquête criminelle, de sorte que les compagnies pétrolières ne subissent finalement aucune conséquence.
La démarche anticolonialiste des États-Unis favorise le démembrement des vieux empires. À l'opposé, la Central Intelligence Agency, créée en 1947, a une influence sur le maintien, et parfois l'installation au pouvoir, de régimes favorables aux États-Unis. La création, puis le soutien de l'État d'Israël, le comportement des compagnies pétrolières, les actions de la CIA sont mal vécus par les dirigeants et les populations des pays producteurs, au Moyen-Orient et ailleurs. Après « indépendance », le mot d'ordre devient vite « nationalisation », qui fait violemment réagir les États-Unis. Ils inventent la « dénégation plausible ».
Sous le Shah d'Iran, le Premier ministre Mohammad Mossadegh, qui garde un mauvais souvenir du corridor perse, nationalise ses gisements. La CIA, à la demande initiale des Britanniques, lance l'opération Ajax qui renverse Mossadegh. Torkild Rieber est nommé aux côtés de Mossadegh juste avant l'opération. Elle sera niée par les États-Unis pendant des décennies, et finalement reconnue par le président Obama en 2009. Le Shah, déjà installé de force par les Alliés en 1941, sera à nouveau imposé de force à son propre pays, et les conditions de fonctionnement seront imposées au Shah.

### L'opposition
La crise du canal de Suez en 1956 manifeste la faiblesse diplomatique de la France et du Royaume-Uni et consacre les deux Grands en pleine coopération comme maîtres du jeu. Les carburants seront rationnés en France de novembre 1956 à juillet 1957. La crise révèle aussi l'émergence d'une capacité politique au Moyen-Orient. En 1960, Iran, Irak, Koweït, Arabie saoudite et Venezuela créent l’OPEP, Organisation des pays exportateurs de pétrole. Plusieurs pays du Moyen-Orient se rapprochent de l'URSS, qui leur vend des armes. Malgré une première tentative d'embargo pétrolier en 1967 lors de la guerre des Six Jours et la résolution de Khartoum, l'action de l'OPEP restera sans résultat jusqu'en 1971.  En 1953, l'Agip, privée d'accès aux gisements, est sauvée de la fermeture par la découverte d'un gisement gazier dans la plaine du Pô. Devenue l'ENI, elle survit en proposant aux pays exportateurs des conditions meilleures que le Cartel. Son président Enrico Mattei disparaîtra prématurément en octobre 1962, dans un accident d'avion resté mystérieux.

## 1971-2001: chocs et guerres

### 1973: le premier choc pétrolier
Fin 1970, Mouammar Kadhafi, qui vient de prendre le pouvoir en Libye, contraint les compagnies à accepter une augmentation du prix du baril. Cette nouvelle choque les gros producteurs, qui ont surtout subi des baisses de tarif depuis 1960. En 1971, les États-Unis, déjà importateurs nets de pétrole depuis 1949, voient leur production domestique décliner pour la première fois, et se trouvent contraints d'importer des quantités inhabituelles de pétrole. Le président mexicain Cardenas porte un coup décisif en nationalisant les pétroles mexicains, suivi par Saddam Hussein pour l’Irak, Boumédiène pour l'Algérie, etc.
Depuis plusieurs années, le dollar est mis sous pression car, du fait des masses de dollars dont disposent les pays étrangers, le pays a de plus en plus de mal à assurer de manière crédible la convertibilité du dollar en or, comme les accords de Bretton Woods l'exigent. Le 15 août, le président Richard Nixon annonce la suspension des accords de Bretton Woods (choc Nixon), ce qui réduit considérablement la valeur du dollar.
Ces trois effets se conjuguent pour que les pays producteurs, toujours payés en dollars, se sentent floués trois fois, et ne cherchent plus qu'une bonne occasion pour augmenter les prix et réduire leurs productions. La guerre du Kippour leur donnera cette occasion. L'influence de l'économie sur le pétrole, et particulièrement le cours du dollar, était masquée jusque-là par l'équivalence or-dollar ; à partir du Nixon Shock, le cours du baril ne pourra s'analyser sans analyser le cours du dollar. Les pays du Sud parlent de la dégradation des termes de l'échange.
La réserve stratégique de pétrole américaine est instaurée dès 1975. À l'issue des deux chocs pétroliers, la majorité des pays de l'OCDE instaureront des réserves de pétrole stratégiques ; sous diverses formes, elles représentent fréquemment 3 mois d'importation d'un pays donné. En Europe, où les dégâts économiques dus à la faiblesse du dollar s'ajoutent au poids accru de la facture énergétique, on commence à se préoccuper d'économies d'énergie plus que de géopolitique ; la France imposera sa première limitation de vitesse sur autoroute (120 km/h) en décembre 1973. Les États-Unis vont plus loin, avec une limitation de vitesse à 55 milles à l'heure (environ 88 km/h, toujours en vigueur en 2009) introduite en 1974, et la réglementation Corporate Average Fuel Economy (CAFE) en 1975.

### 1979-1980, l'année de toutes les erreurs
Le Shah d'Iran, qui a annoncé en 1973 ne pas reconduire les accords pétroliers en 1979, et qui commerce de façon croissante avec d'autres partenaires que les États-Unis, n'est plus leur favori ; ceux-ci commencent à envisager de soutenir une révolte religieuse au sein des républiques du sud de l'URSS ; la solution islamique paraît envisageable, et quand le Shah est renversé, les États-Unis ne réagissent pas. La révolution iranienne porte l'ayatollah Khomeini au pouvoir le 11 février 1979, entraînant une cascade d'événements graves.
Le 20 novembre 1979, des fondamentalistes s'emparent de la Grande Mosquée de La Mecque en prenant des otages ; la répression de cette insurrection, qui fera des centaines de morts, aura un énorme retentissement dans le monde musulman. Le gouvernement saoudien, déjà critiqué pour ses liens avec les États-Unis et le non-respect de la loi coranique, sera contraint de porter une attention accrue au fondamentalisme.

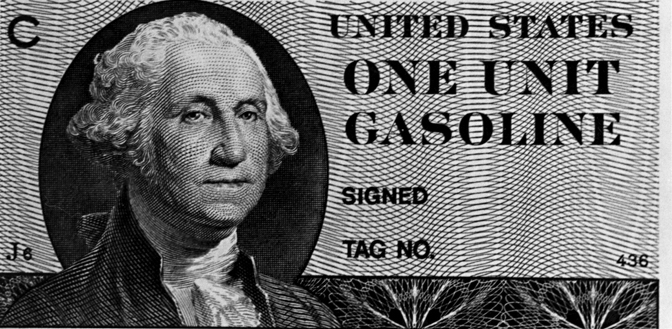
En 1979, lors du deuxième choc pétrolier, des coupons de rationnement d'essence avaient été préparés par le département de l'Énergie des États-Unis; ils ne furent pas émis.

Le 27 décembre 1979, les Russes, toujours à la recherche d'une ouverture vers le sud, et profitant de l'embarras des Américains occupés par la prise de leur ambassade, entrent en Afghanistan. Cette occupation militaire fera des milliers de morts, et contribuera à l'effondrement de l'URSS.
Le 22 septembre 1980, Saddam Hussein, inquiet des appels à la révolution islamique lancés par Khomeini, envahit l'Iran. Cette guerre fera un million de victimes, sans aucun gain pour l'agresseur, si ce n'est des ennuis ultérieurs.
L'ensemble de ces événements, auquel s'ajoutera une gestion parfois incohérente de la crise (le président Carter décrétera un embargo sur le pétrole iranien, Opération Eagle Claw, inflation délibérée), conduira au deuxième choc pétrolier. L'augmentation en flèche du prix du baril accompagnée d'un fléchissement du PIB mondial suscite énormément de préoccupations à l'échelle internationale. Dans la pagaille, le Canada coupera même sa fourniture de pétrole à son puissant voisin. Pour la première fois de son histoire, l'OCDE craint de manquer de pétrole. Et pour la première fois, les pays producteurs ont l'impression de contrôler le marché. Toujours en 1980, l'Arabie saoudite achève le rachat des actions d'Aramco.
Pendant deux ans, la production de l'OPEP reste faible et le pétrole cher ; l'URSS devient le premier producteur mondial, et les États-Unis se rendent compte qu'ils contribuent à enrichir leur principal ennemi. Le manche a-t-il changé de mains ?

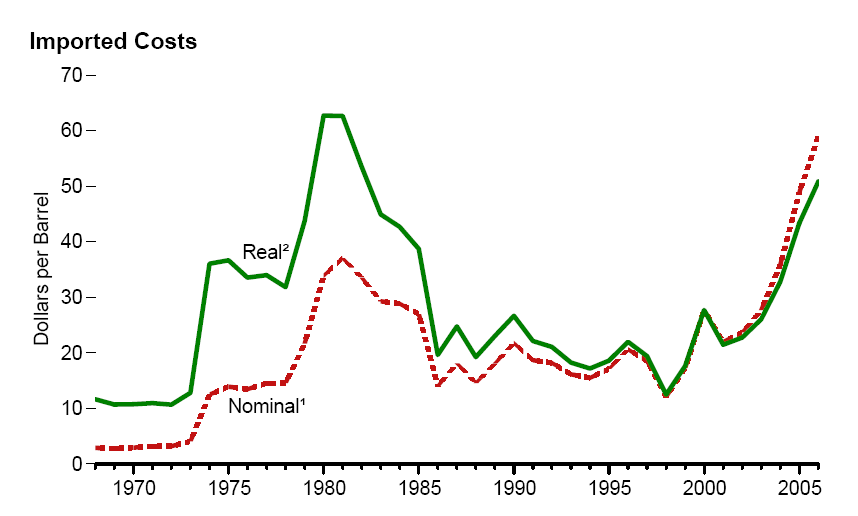
Cours du baril en dollars courants et constants

Certainement pas : à partir de 1983, les États-Unis reprennent l'initiative, et parviennent à convaincre l'Arabie saoudite et le Koweït de réaugmenter leur production pétrolière. Immédiatement, d'autres pays producteurs, craignant de voir leur part de marché disparaître, lui emboîtent le pas, et se produit le cauchemar que les compagnies pétrolières avaient tant peiné à éviter pendant un siècle, la surproduction à l'échelon mondial, avec le « contre-choc pétrolier » de 1986. Les robinets grand ouverts, rien ne fera remonter le cours du baril pendant 20 ans. Sur le plan militaire, à partir de 1984 les États-Unis apportent tout leur soutien à l'Irak, et poussent l'Arabie saoudite à en faire autant. Ils fournissent également de l'argent et des armes (dont les fameux stingers) aux Moudjahidins afghans.
L'Iran et l'Irak, qui s'asphyxient l'un l'autre avec la guerre des tankers, ruinés par l'effondrement des cours, sont contraints à l'armistice en août 1988. Février 1989 voit les troupes russes quitter l'Afghanistan, en novembre le mur de Berlin tombe, préfigurant l'effondrement de l'Union soviétique (1991).

### 1989, nouvel ordre mondial

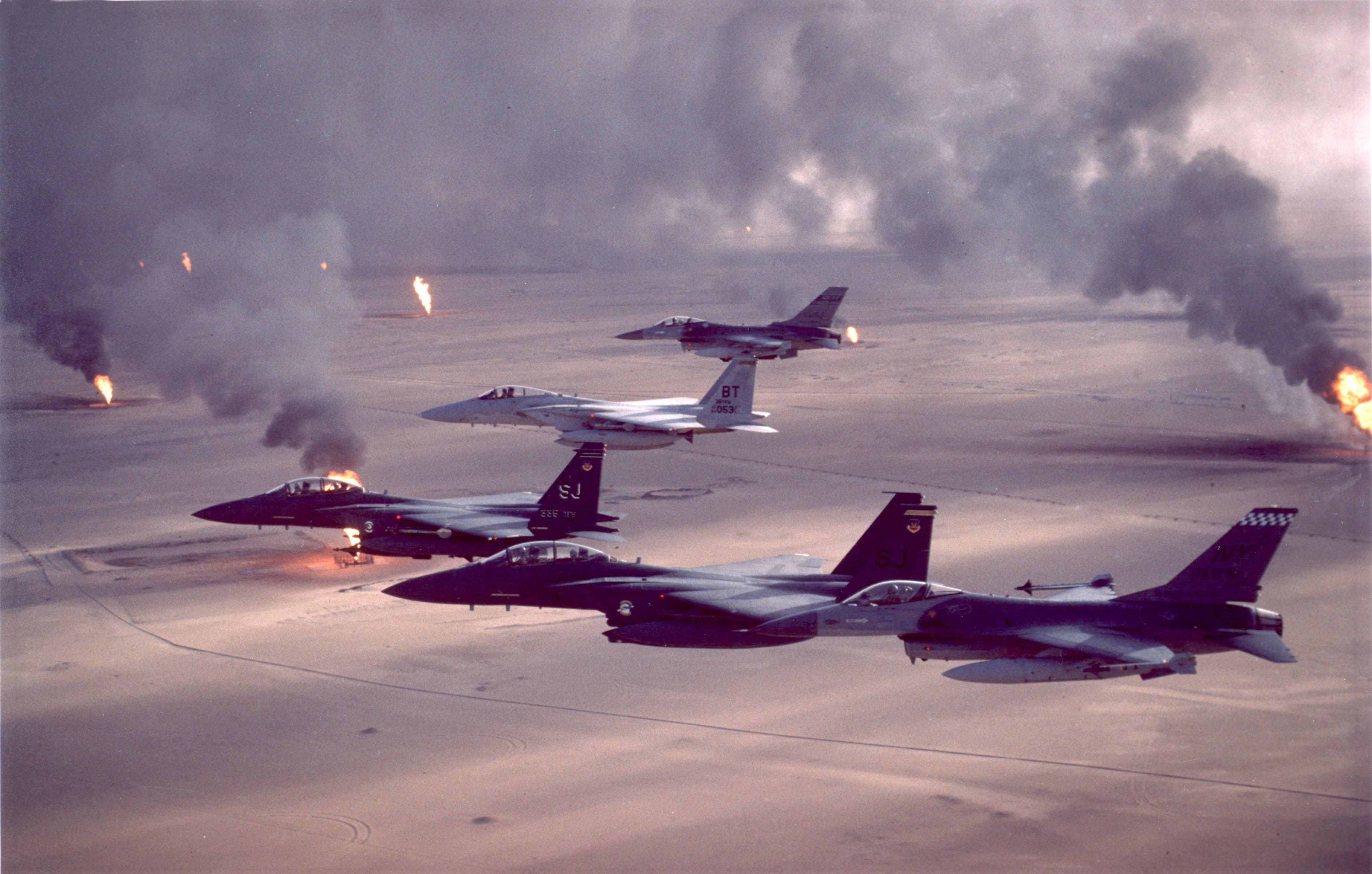
Opération Tempête du désert (1991) : avions de la coalition survolant des puits de pétrole incendiés par les troupes irakiennes lors de leur retraite.

Au sommet de Malte en décembre 1989, Gorbatchev et Bush échangent de pieux sentiments, on y parle d'échange, de coopération et de règlement des problèmes, le Nouvel ordre mondial a un arrière-goût de Société des Nations. Mais il n'en est rien, les États-Unis sortent de la guerre froide en hyperpuissance unique, et cela change tout.
Saddam Hussein ne l'a pas compris. En 1990, il envahit le Koweït, ce qui donne une excellente occasion aux États-Unis de retrouver au Moyen-Orient le « deuxième pied » qui leur manquait depuis l'échec iranien. Ils feront d'une pierre deux coups, leur réplique ne sera  pas une guerre, mais une démonstration de puissance politique, logistique et militaire. Les États-Unis rassemblent 33 pays, déplacent 500 000 hommes, inventent la guerre télévisée, et ne perdent « que » 240 soldats. Début 1991, les choses n'ont jamais été aussi claires.

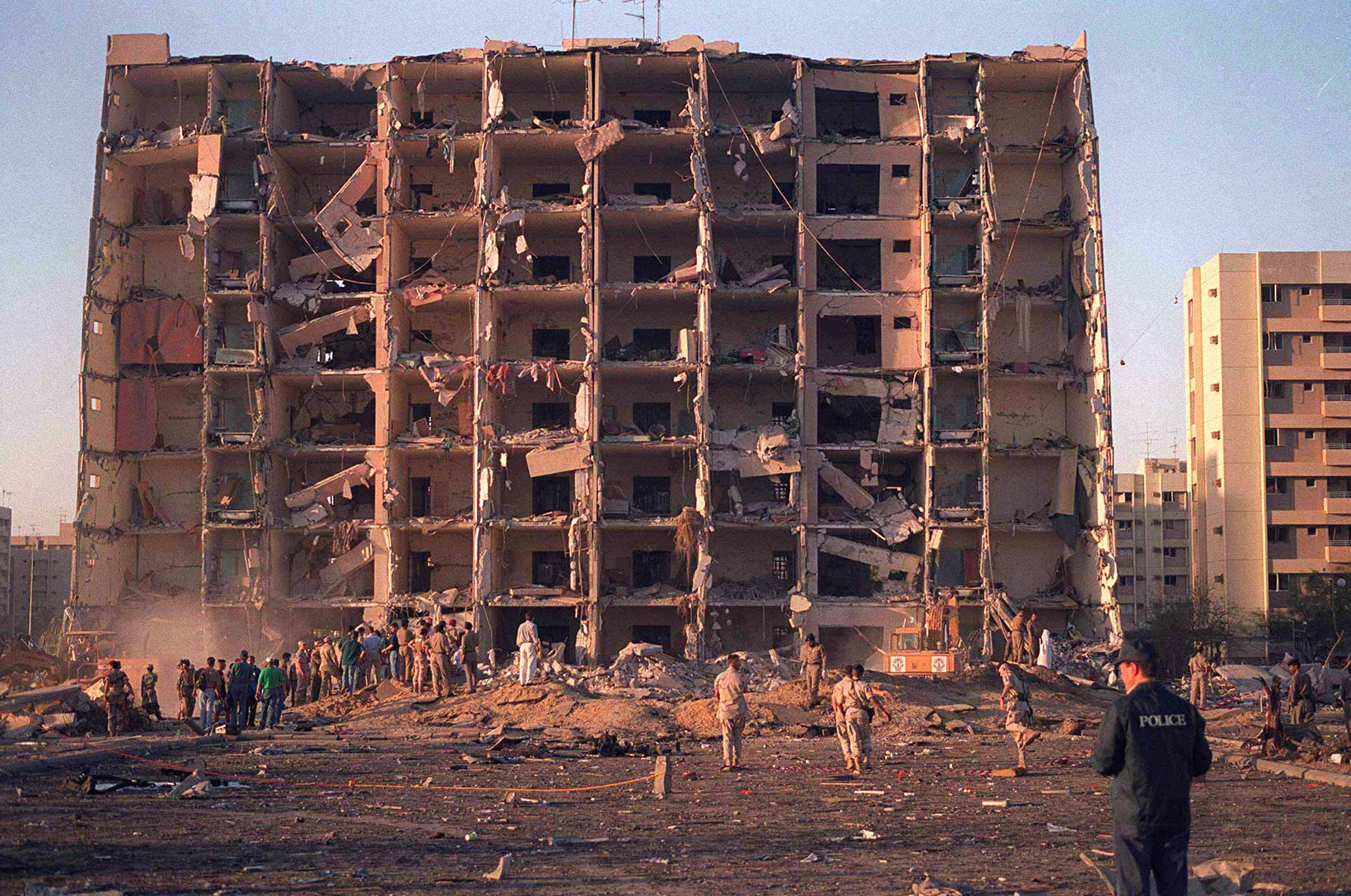
L'attentat des Tours Khobar en 1996 manifeste le rejet des troupes américaines sur le sol saoudien.

La disparition de l'URSS laisse un énorme vide dans la conception même de la défense américaine ; Paul Wolfowitz et Dick Cheney occupent ce vide en proposant une nouvelle politique de défense pour les États-Unis, qui comprend 7 scénarios d'intervention militaire ; en premier lieu, une nouvelle invasion de l'Irak ; ils accompagnent une nouvelle doctrine prônant d'empêcher l'émergence de concurrents capables de défier l'autorité des États-Unis ; les Européens emploient souvent le terme « Unilatéralisme », qui traduit mal la gravité des propositions qui seront avancées par le Projet pour le Nouveau Siècle Américain (PNAC).
La prise de la mosquée n'a peut-être pas été suffisamment prise en compte par les États-Unis ; à l'issue de la Guerre du Golfe (1990-1991) , de nombreuses troupes restent sur le sol saoudien, ce qui choque les fondamentalistes ; l'attentat des tours de Khobar, réalisé essentiellement par des citoyens saoudiens, fait 19 morts et matérialise ce rejet des troupes américaines.

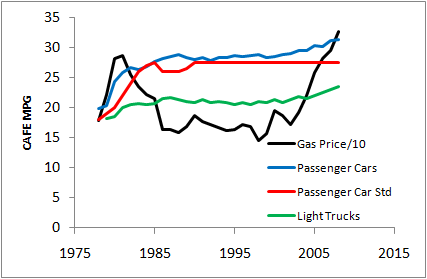
La consommation moyenne des véhicules neufs aux États-Unis s'améliore jusqu'en 1986, puis stagne jusqu'en 2005

À partir de 1973, la convergence des intérêts des pays de l'OCDE perdra son acuité ; d'un côté, on trouvera les pays européens et le Japon, qui tenteront de respecter une certaine neutralité au Moyen-Orient ; de l'autre, les États-Unis, qui continuent de soutenir Israël, et plus favorables aux actions directes. À partir de 1986, cette différence va se creuser, les Européens se lançant dans une véritable politique de réduction de leur dépendance au pétrole, basée sur l'augmentation graduelle mais continue des taxes sur les carburants, et des contraintes s'appliquant aux fabricants d'automobiles pour diminuer la consommation moyenne du parc de véhicules ; cette politique est efficace, puisque la consommation de pétrole en Europe va stagner jusqu'à nos jours (2010). Cette politique pourrait être résumée par la phrase de Fatih Birol, directeur de l'AIE : « Nous devons abandonner le pétrole avant qu'il ne nous abandonne ». Au contraire, les États-Unis ne feront plus d'efforts pour améliorer les valeurs « CAFE » ; les véhicules utilitaires sport (« SUV » en anglais) bénéficient même d'une dérogation.
Sur d'autres terrains, l'évanouissement de l'URSS ouvre le jeu, et des territoires entiers qui étaient interdits avant 1989 font à nouveau l'objet de convoitises - y compris de vieilles connaissances.

## 2001-2010: remises en question et accentuations
La production de pétrole en 2002.
- Moyen-Orient (28,5 %)
- Russie (10,7 %)
- Afrique (10,6 %)
- États-Unis (9,9 %)
- Amérique latine (9,5 %)
- Autres (30,8 %)

### Géopolitique pétrolière américaine sous la présidence Bush
George W. Bush devient président en janvier 2001. Il s'entoure de plusieurs membres du Projet pour le Nouveau Siècle Américain (PNAC), dont Jeb Bush, Dick Cheney, Zalmay Khalilzad, Lewis Libby, Dan Quayle, Donald Rumsfeld et Paul Wolfowitz. Plusieurs d'entre eux, comme Condoleezza Rice(ex-collaboratrice de Chevron), sont proches des milieux pétroliers américains.
Dans la foulée des attentats du 11 septembre 2001, l'administration Bush lance une traque d'Oussama ben Laden, chef d'al-Qaïda. L'Afghanistan, qui est censé être son pays d'acueil, est sommé de l'extrader. Le refus d'obtempérer des Talibans conduit les forces anglo-américaines à attaquer l'Afghanistan le 7 octobre. Dès 2002, les négociations sur le pipeline trans-Afghan reprennent.
Les États-Unis, passant outre aux réticences du Conseil de sécurité des Nations unies, réunissent des alliés en petit nombre et attaquent l'Irak le 19 mars 2003. Certains universitaires ont soutenu que les réserves pétrolières irakiennes, estimées à 10 % des réserves mondiales, ont joué un rôle dans la décision d'entrée en guerre. Le ministre britannique des affaires étrangères reconnaît rapidement que le pétrole est l'une des causes ayant incité le Royaume-Uni à s'impliquer dans la guerre. À la suite de ces remarques, de nombreux civils sont même allés jusqu’à soutenir que l’attaque américaine avait comme unique but de s’emparer des réserves de pétrole et aucunement pour se défendre des agressions. Parmi ceux qui participaient à ces théories se trouvaient des auteurs et réalisateurs comme Michael Moore. En 2004 il sort un long métrage qu’il qualifia de documentaire, bien que de nombreux spécialistes et experts le contredisent sur cette appellation. Dans le film, Michael Moore théorise que l’invasion de l’Afghanistan en 2001 serait dans l’unique but de prendre le contrôle du gisement important qui se situe dans la région. L’éradication du régime Taliban serait donc une simple couverture de leur réel but : construire un pipeline entre le Turkménistan et le Pakistan. Tout serait donc camouflé par la guerre active qui régnait à ce moment. Les États-Unis auraient donc mis en place un stratagème pour couvrir leur plan en utilisant une revanche contre un régime impopulaire aux Etats-Unis.

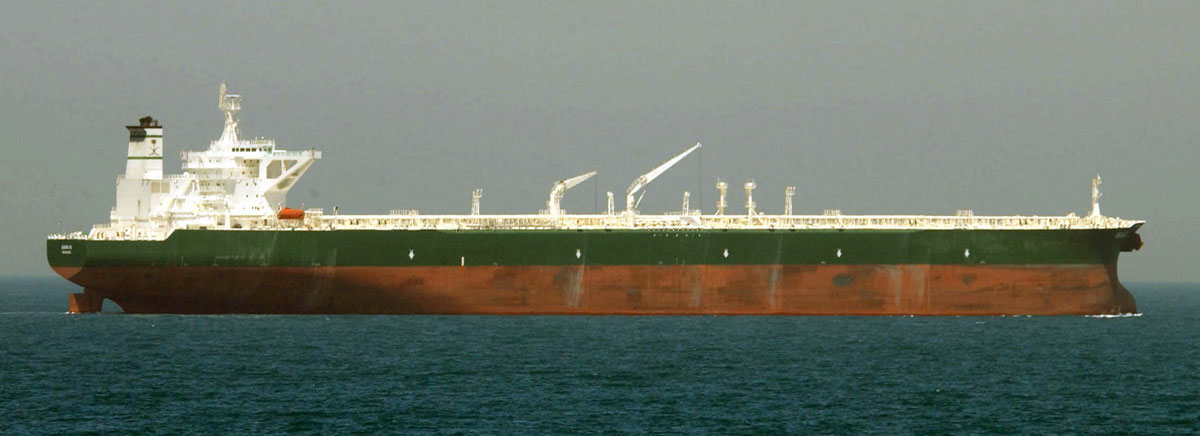
Le supertanker AbQaiq, protégé par des hélicoptères de l'USCENTCOM, reçoit son chargement sur un terminal de l'Irak occupé par les forces de la Coalition.

### Tendances de consommation et des prix
La Russie profite des baisses concertées de l'OPEP pour occuper le marché, et devient à nouveau le premier producteur mondial en franchissant la barre des 10 millions de barils par jour en août 2009.

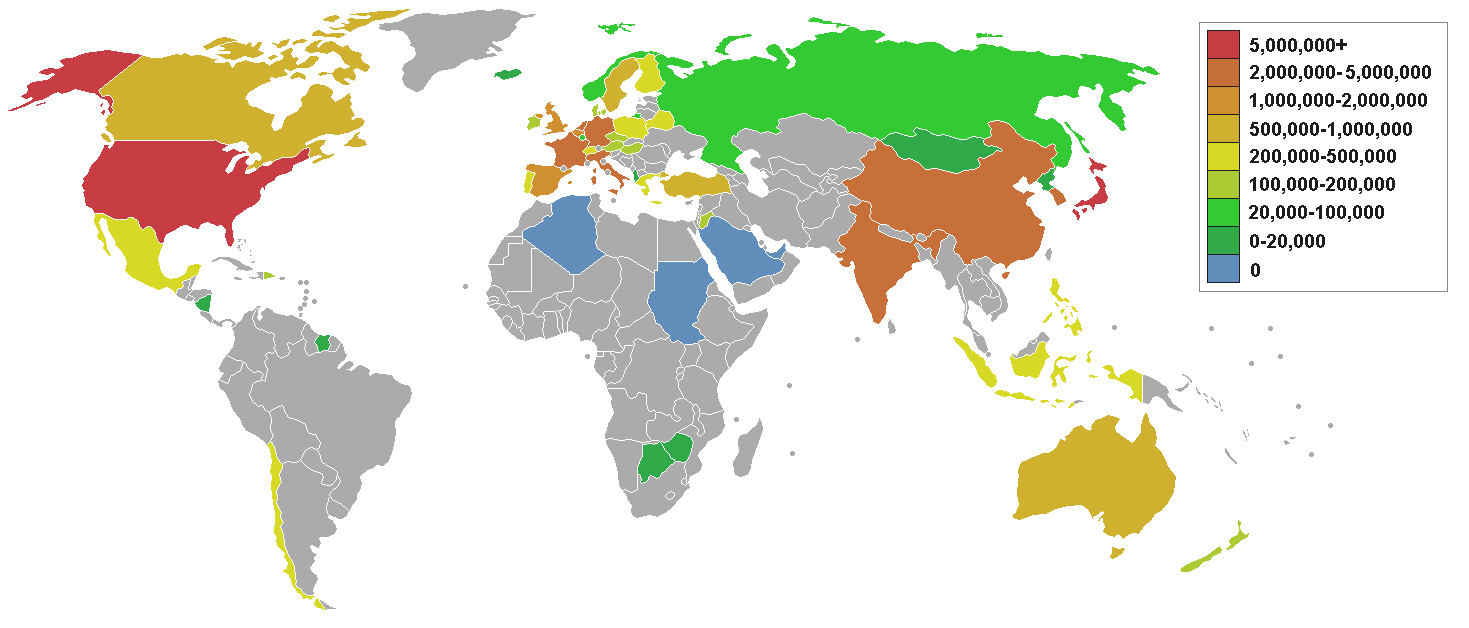
Principaux importateurs de pétrole : la Chine et l'Inde se manifestent au XXIe siècle.

Côté consommation, la majorité de l'OCDE est fidèle à une politique de décroissance lente, en opposition avec la Chine, dont le secteur des transports continue de tirer la consommation vers le haut. La Chine manque d'infrastructures, particulièrement ferroviaires[réf. nécessaire], et une partie importante du transport est assurée par la route : la consommation de fioul accompagne sa performance industrielle. À force de courir sur de fausses pistes, comme celle de l'hydrogène, les États-Unis n'ont en fait aucun objectif clair quant à la consommation énergétique.
Autrefois, les compagnies internationales avaient un sourire condescendant à l'égard de leurs homologues nationales, qui se contentaient de comptabiliser leur production (« compter les barils »). Tout cela a bien changé, et Aramco fait partie des géants non seulement sur le plan des réserves, mais aussi sur le plan technologique et logistique. Petrobras vient de faire une série de découvertes impressionnantes au large du Brésil, dans des conditions de forage extrêmes pour notre époque. Ainsi, même la technologie n'est plus l'apanage des anciennes puissances.

### Confrontations autour despipelines
Les années 2000 voient une augmentation des tensions liées aux pipelines, c'est-à-dire aux structures qui assurent l'acheminement physique du pétrole des pays d'extraction aux pays consommateurs, à savoir principalement des pays périphériques aux pays riches. Les conséquences d'un pipeline sont importantes, car elles structurent l'environnement géopolitique des zones traversées par ces infrastructures lourdes. Les pipelines traduisent les volontés politiques et les alliances lourdes. Ainsi, le premier pipeline de kérosène Bakou-Batoumi permettait d'atteindre les marchés d'Europe de l'Ouest, et conservait à Bakou la valeur ajoutée de l'extraction du kérosène par distillation du brut. Aujourd'hui on ne compte plus les milliers de kilomètres de pipeline en exploitation ; le tracé des pipelines récents de grande taille est révélateur.

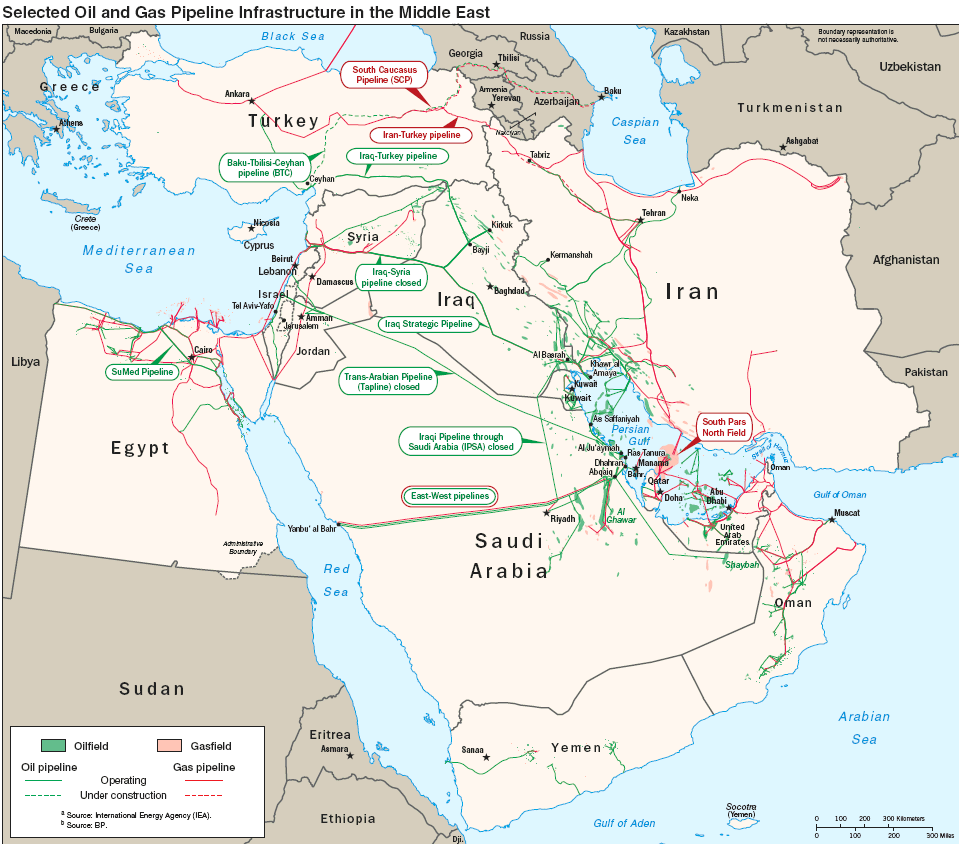
Champs de pétrole et de gaz au Moyen-Orient ; oléoducs et gazoducs.

Évoqué dès le début des années 1990, le BTC est conçu pour alimenter l'Europe de l'Ouest à partir de Bakou, en évitant le territoire russe, en contournant l'Arménie (qui avait de mauvaises relations avec la Turquie à cette époque) et en favorisant la Turquie par le trafic supplémentaire au port de Ceyhan. Il concurrence donc l'influence russe dans cette région au profit de partenaires favorables à l'OTAN. Mais le BTC transporte 1 Mbbl/j, alors qu'il est prévu que la Caspienne en produise 5 en 2015. Il faut donc trouver des trajets supplémentaires. Vers le sud, il paraît difficile de traverser l'Iran, qui n'a aucun intérêt à désenclaver un pétrole qui concurrencera le sien. Au nord, on retombe sur la Russie ; il ne reste donc que l'Afghanistan - et c'est le projet TAP (Turkestan, Afghanistan, Pakistan). Devenu le TAPI (avec l'Inde), on en ignore toujours le devenir en 2009.
L'Iran possède, en commun avec le Qatar, le plus grand gisement de gaz naturel du monde (South Pars-North Dome). Alors que le Qatar a beaucoup investi pour le commercialiser, l'Iran n'a pas vraiment de débouchés aujourd'hui. La solution est le gazoduc Iran-Pakistan-Inde (IPI). Ce gazoduc, s'il se réalise, sera un concurrent direct du TAP, qui n'aurait plus guère de chances de se réaliser. Les États-Unis font donc de gros efforts pour empêcher la construction de l'IPI, et relancent régulièrement le sujet. Le Canada, quant à lui, semble vouloir renoncer à sa présence armée en échange de la construction de ce pipeline.
L'Union européenne absorbe 88 % des exportations russes de gaz (2006) ; 80 % du volume dépend d'un gazoduc unique passant par l'Ukraine. Pour éviter les multiples conflits gaziers russo-ukrainiens, Nord Stream inauguré en 2011 relie directement la Russie et l'Allemagne.
Le Canada est devenu le premier fournisseur des États-Unis grâce à l'exploitation des sables bitumineux d'Alberta. Cette exploitation exige de grandes quantités de gaz naturel pour fonctionner, et produit un pétrole synthétique trop visqueux pour être pompé ; il est donc mélangé à du brut ordinaire pour être livré. Cette exploitation exige donc des pipelines pour acheminer le gaz, pour acheminer le diluant, et pour évacuer le produit fini. En 2008, tous les pipelines de produit fini parviennent aux États-Unis, enrichissant le Canada, mais rendant ce pays de plus en plus dépendant de son puissant voisin. Cette exploitation à elle seule empêche le Canada de ratifier le protocole de Kyoto. Le Canada revient donc sur ses engagements pris à l'échelle internationale, ce qui provoque un grand malaise au sein du pays. Pourtant, les États-Unis interdisent à leurs agences d'acheter des hydrocarbures de cette nature par l'article 526 de l'Energy Independence and Security Act (EISA), justement pour des raisons environnementales.

### Le pétrole de la Caspienne refait surface
L'Occident avait quitté Bakou en 1918. La débauche d'hydrocarbures avait de quoi faire rêver : à Bakou, le sous-sol est tellement riche que les mouvements de sol génèrent des « volcans de boue », étranges éruptions d'une boue mélangée d'hydrocarbures qui s'enflamment spontanément. Ces « volcans » ont toujours existé dans cette région, comme l'atteste Dunsterville en 1918. D'autres régions du monde connaissent également ce phénomène, avec la catastrophe de Sidoarjo en Indonésie. Au-delà de cet aspect spectaculaire, la carte ci-contre manifeste la densité de gisements d'hydrocarbures, qui n'est pas sans rappeler le Moyen-Orient. Géologiquement, l'Asie Centrale, de Bakou à Samarcande, est prometteuse, comme l'attestent aussi bien des phénomènes comme Darvaza, que les exploitations en cours. 70 ans plus tard, le potentiel de la Caspienne est à peine exploité.

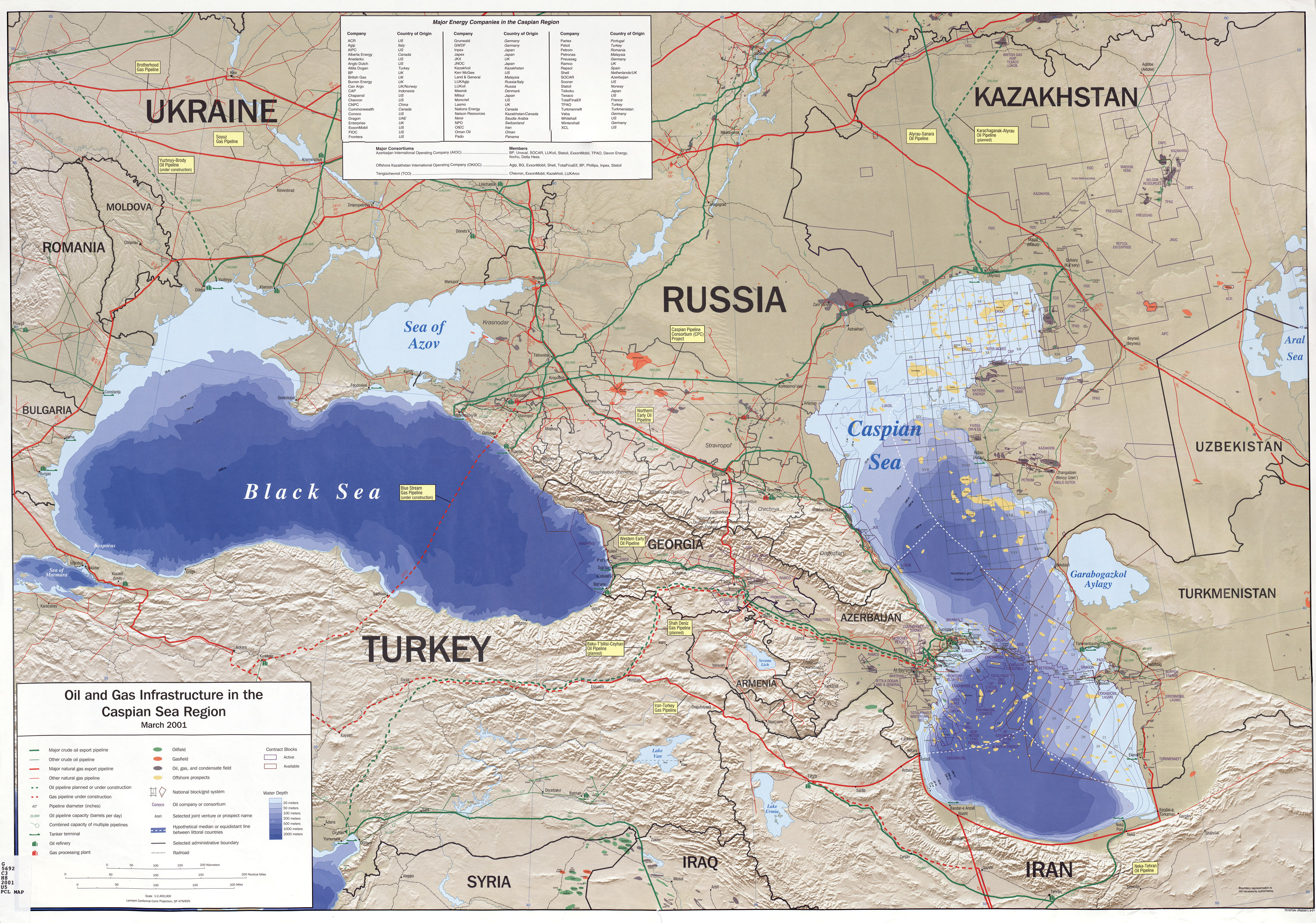
Oléoducs et gazoducs en Asie centrale, 2001.

Contrairement au Moyen-Orient, où le pétrole est fréquemment proche d'un port, la Caspienne est très éloignée à la fois des ports, et des centres de consommation. Le seul moyen de commercialiser de grandes quantités de pétrole, c'est de l'évacuer par oléoducs. Déjà en 1906, le premier pipeline Bakou-Batoumi, long de 800 km, transportait du kérosène vers la mer Noire et les marchés de l'ouest. En 1991, le trafic maritime à travers le Bosphore est déjà saturé, et on cherche d'autres tracés. Les États-Unis se dépêchent de faire des propositions pour évacuer ce pétrole vers l'occident, afin de découpler les pays producteurs de l'Asie centrale d'un nouvel assujettissement à la Russie. Bill Clinton lui-même se charge de la promotion du projet Oléoduc Bakou-Tbilissi-Ceyhan (BTC), qui connaîtra une médiatisation étonnante : Elektra King (Sophie Marceau) en explique le tracé caucasien à James Bond (Pierce Brosnan) dans le film Le monde ne suffit pas (le tracé présenté est authentique). Le BTC entrera en exploitation 6 ans plus tard. Le Silk Road Strategy Act, qui autorise le gouvernement américain à soutenir les pays du « corridor est-ouest » qui leur sont favorables, et cite explicitement les pipelines, passe en 1999.
Simultanément, Centgas, un autre consortium mené par Unocal, avec l'appui de la CIA et de Zalmay Khalilzad, noue des relations avec les talibans, après une tentative similaire de la part d'Enron. Plusieurs délégations de talibans se rendent aux États-Unis, et un accord est trouvé pour la construction d'un gazoduc, de Daulatabad au Turkménistan à Karachi, en passant par Herat, Kandahar, et Quetta (projet TAP). Mais les talibans exigent d'être reconnus par les États-Unis ; la guerre civile, puis les frappes américaines sur le pays interdisent tout financement privé, et Unocal abandonne le projet fin 1998, après avoir instamment réclamé au Congrès américain d'appuyer le processus de paix mené par les Nations unies en Afghanistan.
Au nord de la Caspienne, le Caspian Pipeline Consortium (CPC) est en 2001 un succès de Texaco malgré de grandes difficultés initiales, ; il transporte le pétrole turkmène de Tengiz jusqu'à la mer Noire. Négocié au plus fort de la crise russe, il fait par la suite l'objet de pressions de la part d'un partenaire redevenu puissant. Cette pression s'est traduite par l'éviction de BP en décembre 2009, conduit à céder sa part dans le CPC à Lukoil. Cette transaction élimine également BP du champ de Tengiz.
Pour évacuer le gaz turkmène, on envisage également un gazoduc transcaspien (TC). La situation juridique des eaux territoriales en mer Caspienne est tellement complexe que l'Iran et la Russie sont en mesure de retarder ce projet, qui les désavantage tous deux.
La Chine a installé en 2006 un oléoduc entre le Kazakhstan (Atashu) et Karamay (Dushanzi) d'une capacité faible pour le moment ; cependant, les chiffres de consommation chinoise pour 2009 (9 Mbbl/j) laissent supposer qu'une augmentation du débit serait bienvenue de part et d'autre.

### Anciens et nouveaux acteurs
| Pays        | Consommation | Production | Dépenses militaires |
| ----------- | ------------ | ---------- | ------------------- |
| États-Unis  | 19 419       | 6 736      | 661                 |
| Chine       | 7 999        | 3 795      | [100]               |
| France      | 1 930        |            | 63.9                |
| Royaume-Uni | 1 704        | 1 544      | 58.3                |
| Russie      | 2 797        | 9 886      | [53.3]              |
| Japon       | 4 845        |            | 51.8                |
| Allemagne   | 2 505        |            | 45.6                |

En 2008, les trois principaux importateurs mondiaux de pétrole sont les États-Unis, la Chine (importateur net depuis 1996 et deuxième consommateur mondial depuis le deuxième trimestre 2003) et le Japon (deuxième consommateur jusqu'en 2003). La Chine notamment voit ses importations croître de 9 % par an, et consomme déjà 20 % de l'énergie des pays de l'OCDE. Pratiquement jamais citée dans le domaine pétrolier au cours du XXe siècle, elle est en 2009 loin devant tous les autres pays du monde quant à l'accélération de sa demande pétrolière.
Le tableau ci-contre montre les consommations et productions pétrolières (millions de barils par jour, 2008)[réf. nécessaire] des pays classés par dépenses militaires (milliards de dollars, 2009, [ ]=valeurs estimées).
Sous cet angle, la puissance des États-Unis paraît écrasante : avec des dépenses militaires supérieures à la somme des six suivants, qui eux-mêmes appartiennent à des familles géopolitiques très distinctes, ce pays a les moyens de ses ambitions, quelles qu'elles soient.
Les réserves et capacités de production ont changé de camp. À la suite de la nationalisation progressive ou brutale des ressources, les compagnies pétrolières nationales ont pris le devant de la scène, et éjecté les compagnies internationales des dix premières places. Le tableau ci-dessous classe les compagnies pétrolières par réserves prouvées et par production : les compagnies internationales n'y figurent plus ; valeurs en milliards de barils (réserves) et millions de barils par jour (production), année 2006.
| Rang | Compagnie                               | Reserves | Compagnie                               | Production |
| ---- | --------------------------------------- | -------- | --------------------------------------- | ---------- |
| 1    | Saudi Aramco                            | 264      | Saudi Aramco                            | 11.0       |
| 2    | National Iranian Oil Company            | 138      | Iraq National Oil Company               | 4.0        |
| 3    | Iraq National Oil Company               | 115      | Kuwait Oil Company                      | 3.7        |
| 4    | Kuwait Oil Company                      | 102      | National Iranian Oil Company            | 2.7        |
| 5    | Petróleos de Venezuela                  | 80       | Petróleos de Venezuela                  | 2.6        |
| 6    | Abu Dhabi National Oil Company          | 57       | Abu Dhabi National Oil Company          | 2.6        |
| 7    | Libya NOC                               | 33       | Petróleos Mexicanos                     | 2.5        |
| 8    | Nigerian National Petroleum Corporation | 22       | Libya NOC                               | 2.3        |
| 9    | Lukoil                                  | 16       | Nigerian National Petroleum Corporation | 2.1        |
| 10   | Qatar Petroleum                         | 15       | Lukoil                                  | 1.9        |

### Les États-Unis sur la défensive

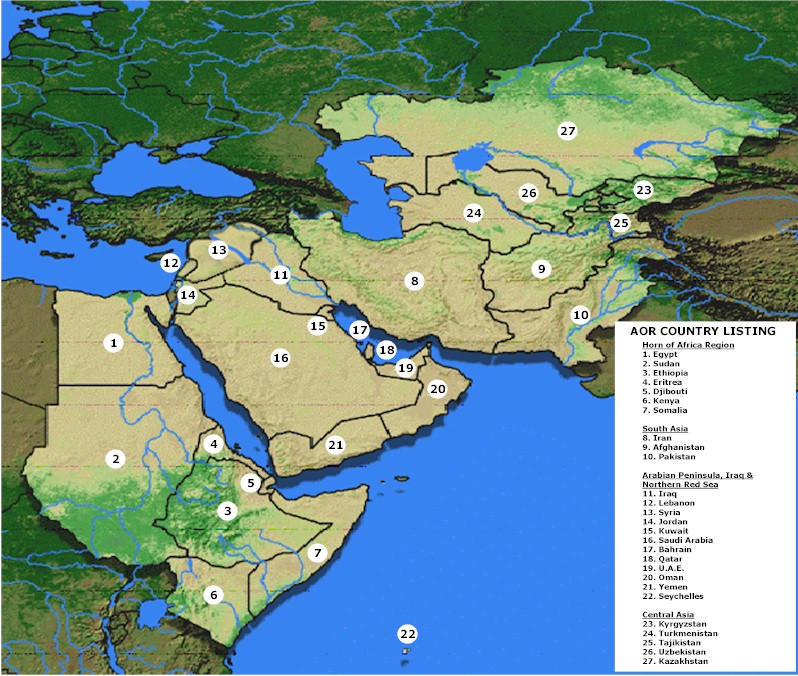
Périmètre assigné au CENTCOM américain, il concerne près des trois quarts des réserves mondiales de pétrole.

Quand il apparut que 15 des 19 terroristes ayant perpétré les attentats du 11 septembre 2001, ainsi que leur instigateur présumé, étaient des citoyens saoudiens, il fut clair que la longue et fructueuse relation entre l'Arabie saoudite et les États-Unis prenait une tournure bien différente. Avec retard, les États-Unis prennent la décision d'évacuer leurs bases d'Arabie saoudite. C'est également avec retard que les États-Unis tentent de s'opposer à l'irruption de la Chine sur le théâtre africain, avec la création de l'Africom en 2007. Ils peinent à mettre fin efficacement aux occupations coûteuses en Afghanistan et en Irak. Sur au moins deux fronts, les relations avec la Chine, et la maîtrise de l'économie, l'hyperpuissance manifeste un embarras inhabituel.
En mai 2005, Chinese national off-shore oil company (CNOOC) fait une offre de rachat sur Unocal, supérieure à celle de Texaco. Les États-Unis prennent toutes sortes de mesures dilatoires, et en font adopter une qui prévoit un délai de quatre mois pour autoriser la prise de décision. En août, CNOOC abandonne et Texaco s'empare d'Unocal, pour un prix inférieur à la dernière offre de CNOOC. Bien que cette affaire soit un échec pour l'entreprise, elle illustre la montée en puissance, économique et politique, de la Chine, et force les États-Unis à appliquer des méthodes éloignées du libéralisme traditionnel.

### Financiarisation des années 2000

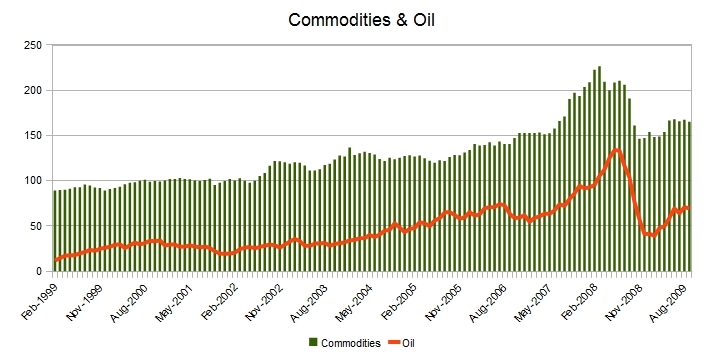
Évolution de l'indice des commodités (vert) et du prix du pétrole WTI (en rouge).

La financiarisation des économies s'accentue dans les années 1990 et 2000. La titrisation touche non seulement les emprunts bancaires, mais également le pétrole. Cette ressource est l'objet de futures (contrats à terme), comme d'autres matières premières.
À la fin des années 2000, l'emballement des transactions boursières, précurseur de la crise économique de 2007-2008, affecte l'ensemble des matières premières. Le prix du pétrole atteint des sommets, stimulé en cela par l'augmentation de la demande chinoise.

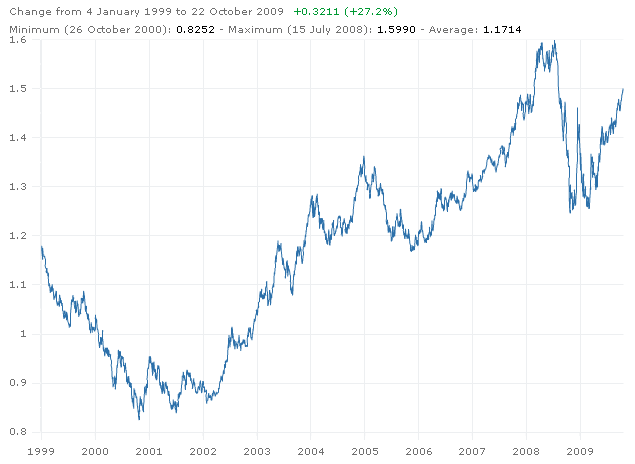
Taux de change BCE Euro-Dollar.

Ce pic de tarification augmente momentanément les chiffres d'affaires de toutes les parties prenantes ; mais on sait depuis 1973 qu'il provoque également des réactions négatives de la part du consommateur final, qui tente de se tourner durablement vers des solutions plus économes, telles que des moteurs moins gourmands, ou tout simplement vers une autre solution que le pétrole. C'est ainsi que le chauffage au fioul diminue régulièrement au profit du gaz ou même de l'électricité.
La crise économique en 2008 a provoqué de nombreuses difficultés ; la plupart des pays développés la combattent par des plans de relance accroissant brutalement les déficits publics. Les États-Unis sont caractéristiques de cette évolution, avec une dette de l'ordre de 60 %, en ligne avec beaucoup de pays de l'OCDE, mais qui paraît évidemment monumentale en valeur absolue. Les États-Unis présentent également un déficit de leur balance de paiements, on parle de déficits jumeaux ; le dollar semble se maintenir de façon durable dans des valeurs historiquement faibles, ce qui pourrait entraîner des réactions de certains pays (voir plus loin). Les États-Unis se trouvent ainsi confrontés à des déficits durables, et le coût des guerres en Irak et en Afghanistan paraît exagéré dans ces conditions.

### La nouvelle donne chinoise

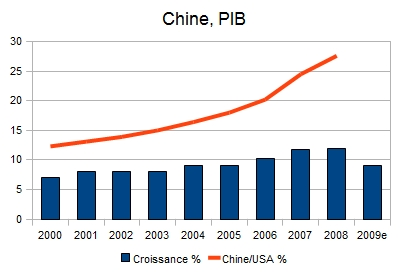
PIB de la Chine : croissance en % et ratio Chine/USA, 2000-2009.

La Chine a été, historiquement, exportatrice de pétrole. Souvent, le miracle économique chinois dû aux politiques de Deng Xiaoping fait de la Chine une importatrice nette à partir de 1992. Sa consommation augmente de 15 % par an an au début des années 2000. Elle devient au tournant du millénaire le deuxième consommateur mondial, ce qui est nécessaire pour soutenir la croissance de son PIB à hauteur de 10 % par an depuis 1980. La Chine a d'autant plus besoin de pétrole qu'elle est également le premier marché mondial pour l'automobile.
Toutefois, la Chine se retrouve dans une situation difficile en termes d'approvisionnement car, dernière venue sur le théâtre d'opérations, et privée de moyens militaires d'ampleur mondiale, elle doit agir par la diplomatie et les relations bilatérales pour sécuriser ses approvisionnements. Elle passe également par l'outil économique, rachetant des sociétés de pétrole du Kazakhstan.
L'affrontement au Soudan entre les États-Unis et la Chine est indicatif : la Chine s'y installe dans des conditions difficiles, et les États-Unis ne peuvent que lancer une campagne médiatique sans pouvoir s'y opposer sur le terrain. Fin 2009, la Chine porte le fer au Nigeria ; le sujet est bien plus grave, car le Nigeria est le premier producteur africain et le troisième fournisseur des États-Unis. L'offre chinoise commence à 30 milliards de dollars pour 49 % de champs actuellement exploités par Shell, Chevron et ExxonMobil. La Chine a signé en 2009 une série d'accords commerciaux avec la Birmanie ; elle va construire un oléoduc et un gazoduc qui relieront le Yunnan à la côte occidentale de la Birmanie. Le gazoduc sera alimenté par le nouveau champ birman de Shwe, et l'oléoduc par le pétrole du moyen-orient, ce qui court-circuite le détroit de Malacca et désenclave le Yunnan. L'appétit de la Chine ne se limite pas au pétrole : considérée comme « l'usine du monde », son besoin de matières premières de toutes sortes est généralisé.
En 2010, la Chine profite des inquiétudes légitimes éprouvées par les sociétés occidentales vis-à-vis de la lourde empreinte écologique liée à l'exploitation des sables bitumineux du Canada, pour s'installer en Amérique du Nord. Le gouvernement canadien approuve deux projets d'un montant de 1,9 milliard de dollars canadiens, dans lesquels PetroChina prend la majorité, et annonce que d'autres projets sont en cours. Le Canada est en 2010 l'un des deux premiers fournisseurs de pétrole des États-Unis.

## Depuis 2010: découplages et continuités

### Orientation stratégique américaine
À partir de 2001, les États-Unis payent un prix de plus en plus élevé pour leur domination pétrolière. Le président George W. Bush se plaint de la dépendance de son pays au pétrole, en affirmant « America is addicted to oil ». Le déficit pétrolier du pays empire jusqu'à la fin de la présidence de George W. Bush avec un pic en 2005.
Toutefois, le programme du pétrole de schiste américain, soutenu par Barack Obama, réduit progressivement la dépendance pétrolière américaine. Le président supprime en 2015 une ancienne réglementation qui interdisait au pays d'exporter du brut. Trois ans plus tard, le pays devient un exportateur net de brut, pour la première fois depuis 1953. Une politique stratégique du président Obama mène à une extraction de gaz naturel, ce qui rend le pays moins dépendant au pétrole.
Le président Donald Trump rend la fiscalité plus avantageuse pour l'industrie pétrolière que pour celle des énergies renouvelables. Exportateurs nets, les États-Unis deviennent moins dépendants de son partenariat avec l'Arabie saoudite.

### Évolution des prix de la crise financière de 2008 à la crise de la Covid-19
Les prix du pétrole, qui avaient atteint un pic vers 2006, baissent à nouveau en raison de la crise économique mondiale de 2008, qui réduit la demande. Les prix augmentent toutefois fortement après la crise économique liée à la pandémie de Covid-19. L'invasion de l'Ukraine par la Russie en 2022 fait augmenter les prix du fait de la réduction de l'approvisionnement.

### Vers un déclin du pétrole?
La volonté récente de certains fabricants d'automobiles de promouvoir les véhicules électriques laisse envisager également le découplage entre les compagnies pétrolières et les constructeurs. Ces multiples modifications des anciens équilibres donnent plus de profondeur à la phrase de Sheikh Yamani : « L'âge de pierre ne s'est pas terminé par manque de pierres. L'âge du pétrole ne s'achèvera pas avec le manque de pétrole ».
Ainsi, au cours des années 2020, avec l'accélération des ventes de voitures électriques, le pétrole pourrait progressivement changer de statut : d’énergie stratégique pour laquelle les grandes puissances étaient prêtes à se battre, le pétrole pourrait devenir l’énergie des États n’ayant pas les moyens d’acquérir les technologies les plus avancées.